# 모리타 아야카
모리타 아야카(일본어: 森田彩華, 1988년 12월 26일 ~ )는 일본의 배우 및 가수이다. 미소녀 클럽 31의 멤버이자, 미소녀 클럽 31의 유닛 모리타 클럽의 리더이다.

## 출연 작품

### 드라마

#### 연속 드라마
- 아빠와 딸의 7일간 (2007년 7월 1일 - 8월 19일, TBS)
- 에이스를 노려라! (2004년 1월 15일 - 3월 11일, TV 아사히)
- 중학생 일기 (2011년 4월 8일 - 2012년 3월 16일, NHK 교육 텔레비전) - 미즈호 아야카